# Wereldkampioenschappen zwemsporten 1991
Perth was gastheer van de zesde editie van de Wereldkampioenschappen zwemmen langebaan (50 meter). Het toernooi werd gehouden in het openluchtbassin van het Superdrome-complex en duurde van maandag 6 januari tot en met zondag 12 januari 1991.
Nederland was in Australië vertegenwoordigd door een ploeg bestaande uit tien vrouwen en zes mannen. De equipe stond onder leiding van bondscoach Ton van Klooster en verbeterde zes Nederlandse records.
Het toernooi markeerde het eerste gezamenlijke optreden van één Duitse zwemploeg, na de hereniging. Aan de jarenlange hegemonie van de DDR-vrouwen kwam een einde. De enige gouden medaille voor Duitsland kwam op de 4x200 meter vrije slag en daar ging diskwalificatie aan vooraf van de Amerikaanse ploeg. China deed voor het eerst van zich spreken op zwemgebied met vier gouden medailles. In het mannentoernooi sneuvelden zeven wereldrecords.
Voor het eerst in de geschiedenis van de WK zwemmen kwamen er wereldtitels terecht bij vijf continenten: Noord-Amerika (14), Zuid-Amerika (1), Azië (4), Australië (2) en Europa (12). In Perth werden in totaal zes Europese en zeven wereldrecords verbeterd.

## Eindstand medailleklassement
| Plaats | Land                | Goud | Zilver | Brons | Totaal |
| 1      | Verenigde Staten    | 17   | 11     | 6     | 34     |
| 2      | China               | 8    | 3      | 2     | 13     |
| 3      | Hongarije           | 5    | 2      | 2     | 9      |
| 4      | Duitsland           | 4    | 9      | 9     | 22     |
| 5      | Australië           | 3    | 5      | 2     | 10     |
| 6      | Nederland           | 2    | 1      | 1     | 4      |
| 7      | Sovjet-Unie         | 1    | 3      | 6     | 10     |
| 8      | Canada              | 1    | 3      | 1     | 5      |
| 9      | Italië              | 1    | 2      | 4     | 7      |
| 10     | Spanje              | 1    | 1      | 1     | 3      |
| 11     | Joegoslavië         | 1    | 0      | 0     | 1      |
| 11     | Suriname            | 1    | 0      | 0     | 1      |
| 13     | Japan               | 0    | 2      | 3     | 5      |
| 14     | Frankrijk           | 0    | 2      | 1     | 3      |
| 15     | Verenigd Koninkrijk | 0    | 1      | 1     | 2      |
| 16     | Zweden              | 0    | 1      | 0     | 1      |
| 17     | Denemarken          | 0    | 0      | 2     | 2      |
| 17     | Polen               | 0    | 0      | 2     | 2      |
| 19     | Tsjecho-Slowakije   | 0    | 0      | 1     | 1      |
| Totaal | Totaal              | 45   | 46     | 44    | 135    |

## Zwemmen
Anthony Nesty won namens Suriname de 100 meter vlinderslag.

## Schoonspringen
De Nederlander Edwin Jongejans werd Wereldkampioen op de eenmeterplank.

## Waterpolo
Het waterpolo toernooi bestond uit 16 teams bij de mannen en 9 teams bij de vrouwen. Joegoslavië won het mannentoernooi en Nederland won het vrouwentoernooi.
Zwemmen · Openwaterzwemmen · Schoonspringen · Synchroonzwemmen · Waterpolo